# HD 213660
HD 213660，又名BD+39 4871，SAO 72446、HR 8588，是一颗恒星，视星等为5.88，位于銀經95.87，銀緯-15.68，其B1900.0坐标为赤經22h 28m 1s，赤緯+39° -15.68′ 55″。